# غدير الربايع
غِدِير الرِبَأيِع قرية تقع بجنوب ولاية سيدي بوزيد من الجنوب الشرقي التونسي، شمال غربي قرية سيدي امحمد نويقز وجنوب شرقي مدينة المزونة وشمال شرقي سبخة النوال، وهي تقع على مستوى تقاطع الطريق الجهوية رقم 124 والطريق الجهوية رقم 89.